# Плехотино
Плехотино — деревня Баловнёвского сельсовета Данковского района Липецкой области.

## География
Рядом с деревней находится одноимённое урочище. Рядом с деревней находится водоём.

## История
Согласно переписным книгам Данковского уезда 1648 года деревня называлась Старая Спешнева. В конце XVIII века в данной местности было две деревни с похожими названиями: Спешнево (Спешнево-Подлесное) и Старое Спешнево. Во избежание путаницы Старому Спешневу было придумано новое наименование — Славная. Позже деревня стала называться Плехотино.

## Население
| 2010 |
| ---- |
| 0    |